# إدي وودز (صحفي)
إدي وودز (بالإنجليزية: Eddie Woods)‏ هو محرر وصحفي وشاعر أمريكي، ولد في 8 مايو 1940.

## وصلات خارجية
- الموقع الرسمي